# Incendie du club The Station
L’incendie du club The Station est un incendie qui a lieu le 20 février 2003 dans une boîte de nuit de West Warwick dans l'état du Rhode Island à l'Est des États-Unis. L'incendie a été très rapide et s'est produit au tout début d'un concert du groupe de hard rock Great White, agrémenté d'effets pyrotechniques.
Le bilan est de 100 morts dont le guitariste Ty Longley (en) et plus de 200 blessés.
C'était le quatrième incendie de discothèque dans l'histoire des États-Unis et le deuxième en Nouvelle-Angleterre.

## Déroulement des faits
L'incendie s'est déclaré peu après le début du concert. La catastrophe a été filmée par un journaliste réalisant un reportage sur la boite de nuit. L'incendie a été causé par les effets pyrotechniques, avant que des flammes n'embrasent ensuite les rideaux et des équipements d'isolation sonore derrière la scène.